# Via Lewandowsky

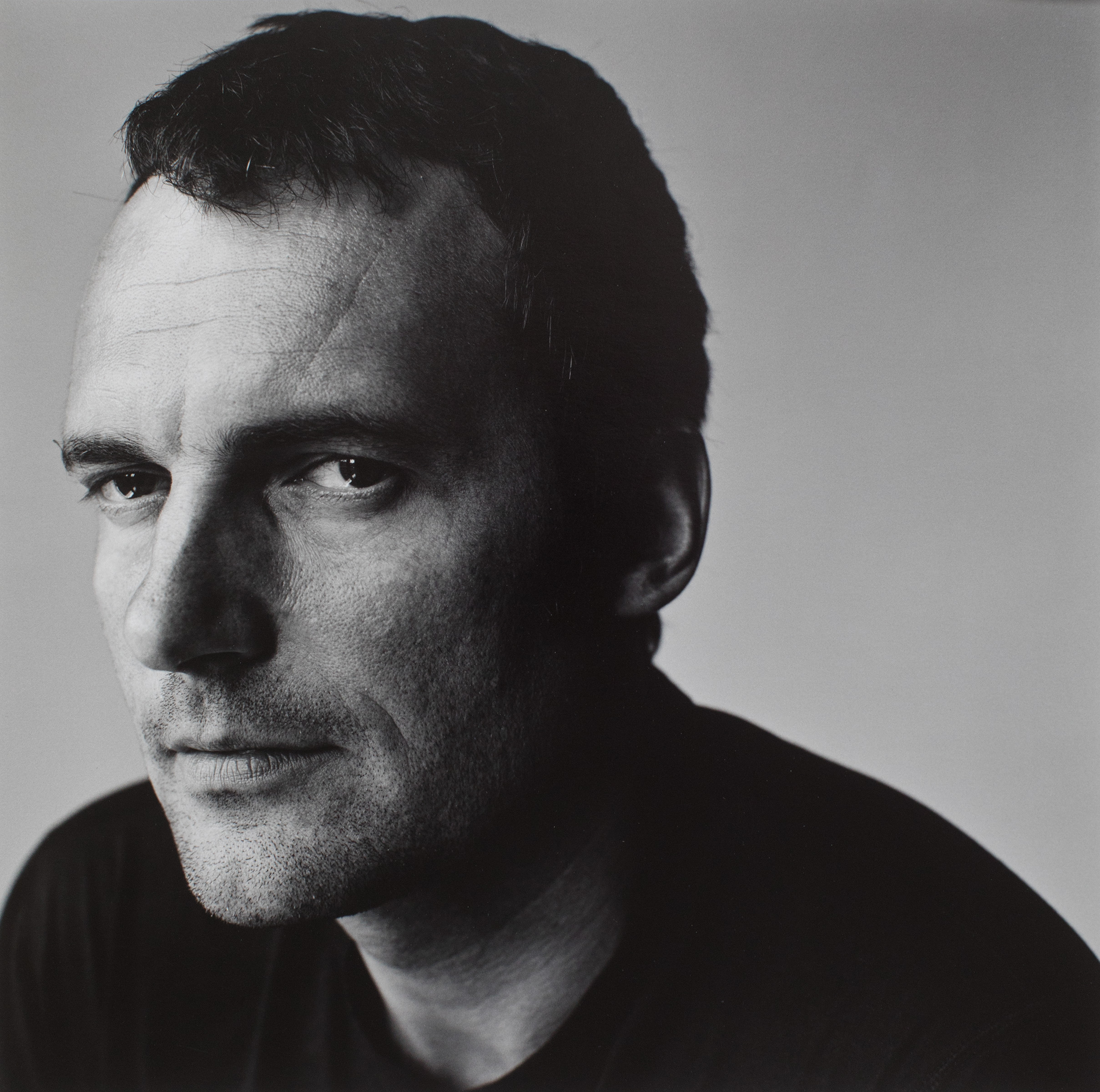
Via Lewandowsky fotografiert von Oliver Mark, Berlin 2003

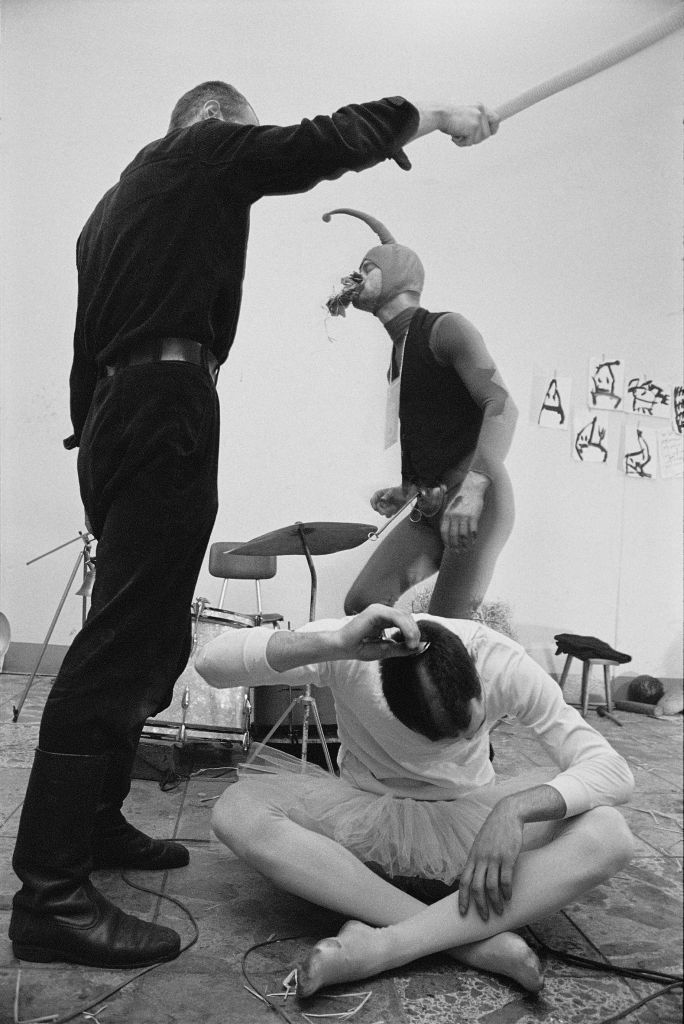
Subversive Performance in Dresden (1988)

Installation von Via Lewandowsky am Bamberger Dom

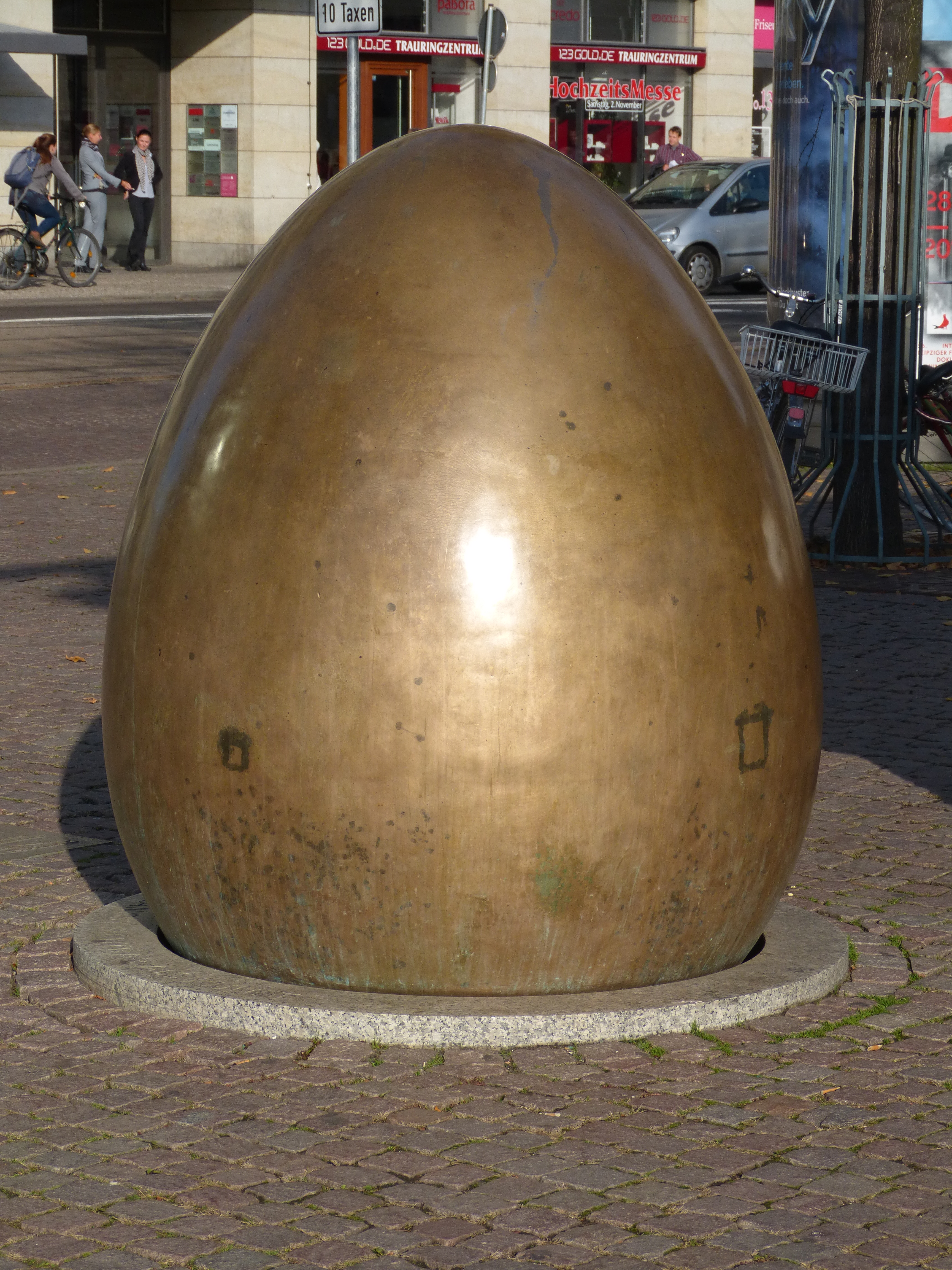
Demokratieglocke auf dem Augustusplatz in Leipzig

Volker Via Lewandowsky (* 7. März 1963 in Dresden) ist ein deutscher Künstler. Er arbeitet mit Installation, Bildhauerei, Objektkunst, Fotografie, Performance, Malerei und Zeichnung.

## Leben
Von 1982 bis 1987 studierte Lewandowsky an der Hochschule für Bildende Künste Dresden. Zwischen 1985 und 1989 veranstaltete er dort mit der Avantgardegruppe der Autoperforationsartisten subversive Performances, die den offiziellen Kunstbetrieb der DDR unterliefen. 1989 verließ er kurz vor der Wende die DDR und übersiedelte nach West-Berlin. Er reist viel und hatte diverse längere Aufenthalte im Ausland u. a. in New York, in Rom, in Peking und in Kanada. Er lebt in Berlin.

## Werk
Lewandowsky arbeitet mit wechselnden künstlerischen Medien. Am bekanntesten sind seine skulptural-installativen Arbeiten und seine Ausstellungsszenografien mit architektonischen Einflüssen (z. B. „Gehirn und Denken: Kosmos im Kopf“, Deutsches Hygiene-Museum Dresden, 2000). Bereits seit den 1990er Jahren integriert er immer wieder Soundartelemente in sein Werk, dieser klangkünstlerische Aspekt bekommt in den späteren Arbeiten, oft in Kombination mit performativen Anleihen, zunehmend mehr Gewicht.
Lewandowskys Fokus ist nicht auf eine festgelegte künstlerische Form gerichtet, sondern auf eine inhaltliche Basis, die die Diversität der optischen Erscheinung der Werke bündelt. So lassen sich Leitmotive herauskristallisieren, die seine Arbeiten prägen. Das Missverständnis als Scheitern von Kommunikation, als Dekonstruktion und Umformung von Sinn ist eines davon, das Prozesshafte ein weiteres. Der Künstler sucht nicht nach dem abgeschlossenen, dem Ende, nicht nach der vollständigen Destruktion, sondern nach dem konstruktiven Moment innerhalb eines (Zerstörungs)prozesses. Dies gilt insbesondere für die Satire und das Anti-Pathos in Lewandowskys Werken, die nicht despektierlich sein wollen, sondern dem Ausgangsgegenstand mit Be- und Verwunderung begegnen.
Seine Arbeits- sowie die Wirkungsweise der künstlerischen Ergebnisse sind meist von Gegensätzen gekennzeichnet. Gesteuerte, inszenatorische und dauerhaft erscheinende Elemente bergen den Einbruch des Spontanen, Unerwarteten, Augenblicklichen und damit auch des Lebendigen in sich. Humoristische leicht wirkende Arbeiten enthalten auf den zweiten Blick grausame, brutale Momente, die dem Betrachter das Lachen gefrieren lassen.
Seine Vorliebe für das Tragisch-Komische, das Absurde und Paradoxe sowie das sisyphossche Motiv der steten Wiederholung und Vergeblichkeit des Handelns verbinden Via Lewandowskys Kunst mit Dadaismus, Surrealismus und Fluxus. Die ironische Brechung des Alltäglichen, das Eindringen des Fremden in den vertrauten, meist häuslichen, Bereich geschieht zum Teil unter Verwendung von Insignien des Deutsch-Bürgerlichen (wie Kuckucksuhr, Baumarkt-Gartenhäuschen, Wellensittich oder Bürokratie).
Sein Interesse an der Identitätskonstruktion von Nationen offenbart eine politische Dimension innerhalb des Œuvres. Die Arbeiten im öffentlichen Raum belegen dies ebenso wie seine Performances, die ein Bewusstsein für die Strukturen von Geschichtsschreibung schaffen. 2009 bestand sein Beitrag zum 20. Jahrestag der Montagsdemonstrationen in Leipzig neben dem Denkmal einer Demokratieglocke aus einer „Konfettiparade“. Mittels einer Kanone wurden die Feiernden mit Konfetti beschossen, das aus kleinen Visitenkarten bestand, auf denen die Decknamen und Berufe von Zehntausend anonymen Stasi-Inlandsspionen standen, die den Unterlagen der Stasi-Unterlagen-Behörde des Verwaltungsbezirks Leipzig entnommen wurden.

## Arbeiten im öffentlichen Raum

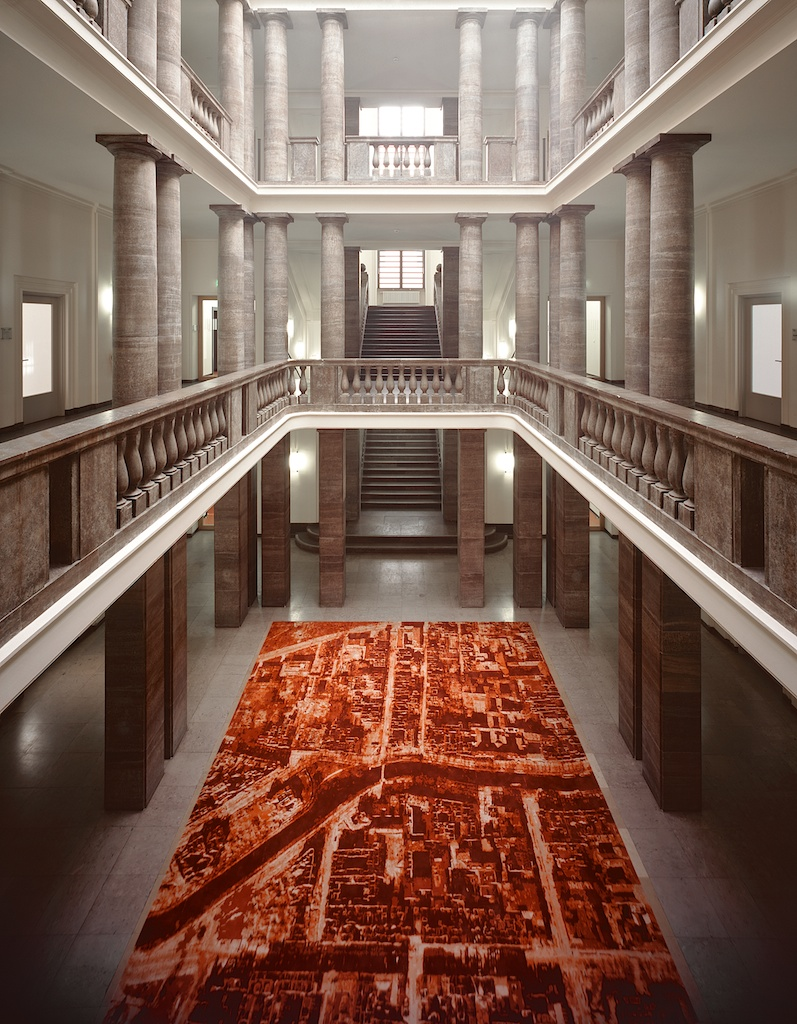
Roter Teppich, 2003, Teppich, handgetuftet, 5 m × 10 m, Bendlerblock

Via Lewandowskys Arbeiten im öffentlichen Raum sind jedoch nicht auf einen offensichtlich politischen Aspekt reduziert, auch sie offenbaren eine große Spannbreite. Mit Absurdität und einem Vexierspiel aus Form und Inhalt spielt „Von hinten“ (2006). Die Arbeit befindet sich im Kemper Art Museum in St. Louis, USA. Wie in vielen Werken von Via Lewandowsky doppelt der Titel die werkimmanente Zweideutigkeit sowie die anklingende Bigotterie und verstärkt damit die Wirkung.
Eine Arbeit an einem zentralen Ort deutscher Geschichte in Berlin stellt die Arbeit Roter Teppich dar. Im Eingangsbereich des Bendlerblocks ist ein überdimensionierter Teppich ausgelegt, der erst aus der Vogelperspektive sich erschließend das kriegszerstörte Berlin zeigt und den Begriff des Bombenteppichs durch den Begriff des roten Teppichs ironisch aufgreift. Diese Ironie erhält eine Steigerung durch die Wahl des Ortes, da der Bendlerblock heute Zweitsitz des Bundesministers der Verteidigung ist.

## Stipendien und Auszeichnungen (Auswahl)
- 1991: New York-Stipendium der Berliner Senatsverwaltung am P.S. 1 Contemporary Art Center (heute MoMA PS 1)
- 1994: Stipendium am Banff Centre for the Arts, Kanada
- 1995: Kunstpreis der Leipziger Volkszeitung
- 1997: Stipendium der Stiftung Kunstfonds,  Bonn
- 1998: Botho-Graef-Preis der Stadt Jena
- 2005: Deutscher Kritikerpreis, Fachgruppe Bildende Kunst
- 2005: Arbeitsstipendium Beijing Case, Peking
- 2008: Arbeitsstipendium Villa Aurora, Los Angeles
- 2011: Arbeitsstipendium Villa Massimo, Rom
- 2021: Tycharastipendium Hinter Keno, Neuss-Erfttal